# 堕落
堕落（だらく）とは、罪を犯す、穢れる、醜くなる、下劣になる、卑しくなる、落ちぶれることを言う。行動としては生活の規律が乱れ、品行が悪くなること。何を堕落とするかは価値観によって異なるが、人間が享楽や欲望のままに行動することを禁ずるのは、どの価値観でも同じである。

## キリスト教
キリスト教では、最初の人間が三位一体、創造主である神（天主、絶対者）に背いて堕落し、原罪を持ち、死ぬ者となったことを人間の堕落と呼び、神学上は堕落前の世界と堕落後の世界を分けて考える。改革派教会、カルヴァン主義では全的堕落の教理がある。また、堕落した御使いは悪魔と呼ばれている。

## 仏教
仏教では、人間が釈尊の教えを忘れていくことを、堕落と見做す。